# Nyköpings forspaddlare
Nyköpings Forspaddlare (NFP) är en kanotklubb i Nyköping i Sverige bildad 12 juni 2012. Nyköpings Forspaddlare startades av ledare och elever från Kanotgymnasiet. Klubbens verksamhet bedrivs mestadels i forsen vid Perioden.

Erik Holmer var en av de tidigaste medlemmarna och är den klubbmedlem som tävlat på Olympiska spelen i Tokyo 2021. 

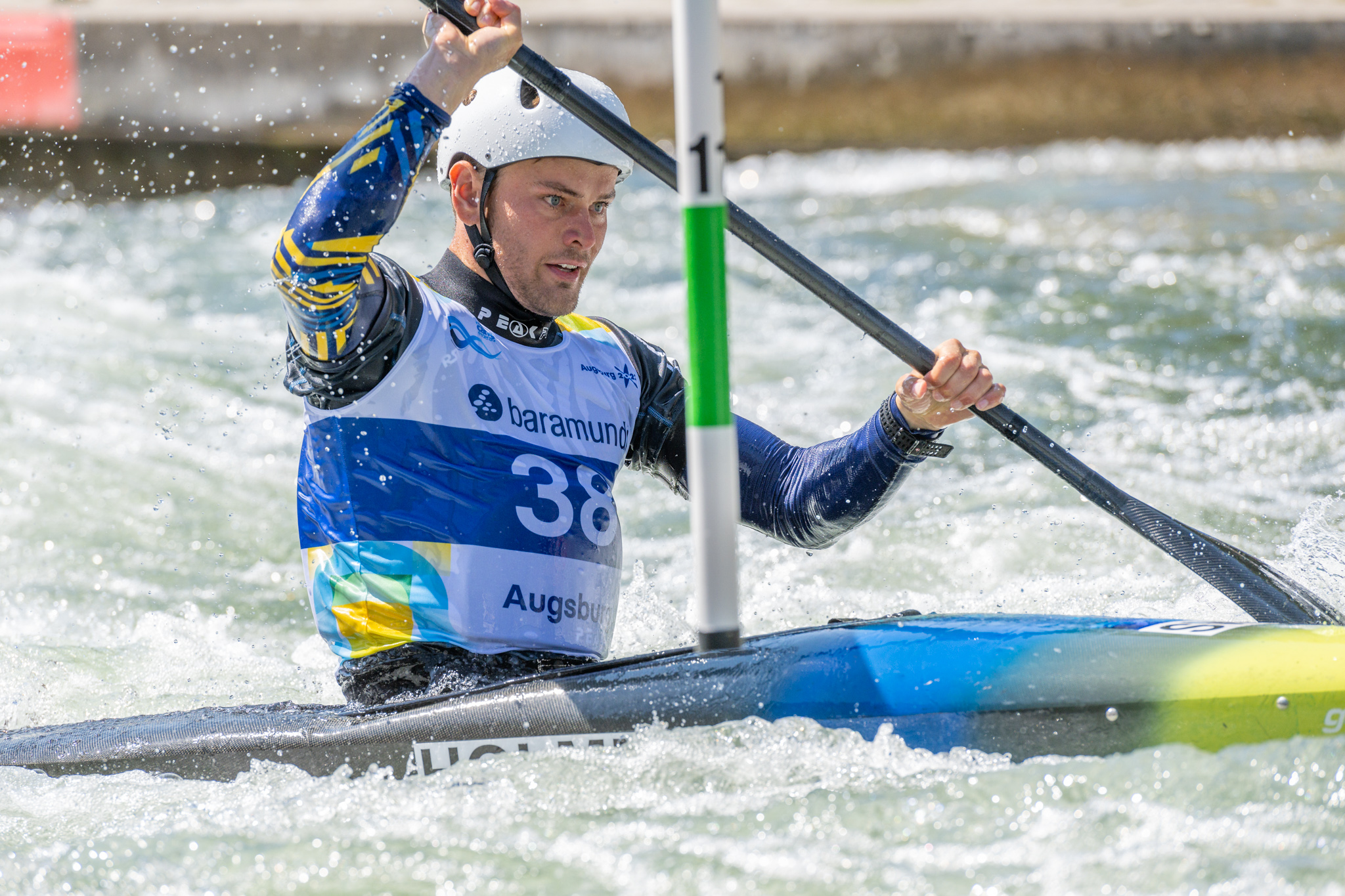
2022 ICF Canoe Slalom World Championships - Erik Holmer - Sweden - by 2eight - 9SC4205

### Fotnoter
1. ↑  ”Truppen - Sveriges Olympiska Kommitté”. sok.se. https://sok.se/olympiska-spel/tavlingar/spelen/tokyo-2020/truppen.html. Läst 7 november 2023.